# Haléř

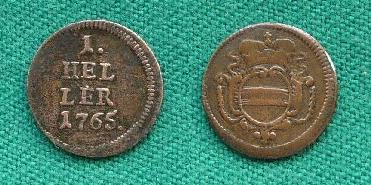
1 heller Marie Terezie

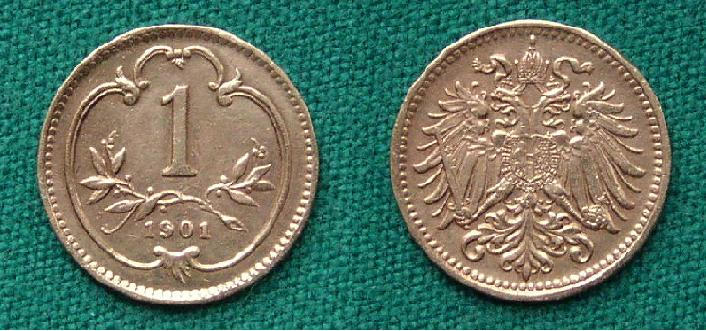
1 heller 1901

Haléř či halíř (z původního názvu denarius hallenses) je nižší měnovou jednotkou v Česku, původně však šlo o jednu z měnových jednotek v Německu, v Rakousko-Uhersku, v Německé východní Africe a později v Československu. Do zavedení eura byl měnovou jednotkou i na Slovensku.
V Československu, Česku a na Slovensku představoval či představuje haléř 1/100 příslušné koruny (československé, české, slovenské). Od roku 2008 již v České republice nejsou v platnosti jakékoliv haléřové mince a platí se pouze korunovými platidly. Jako měnová jednotka se haléř používá i k vyčíslení nižších hodnot než je měnová hodnota nejmenší mince v oběhu, při hotovostních platbách se částka zaokrouhluje.

## Historie
Haléř byla drobná stříbrná mince ražená původně ve 13. století v mincovně Hall ve Švábsku (dnes Schwäbisch Hall) a byla drobnou mincí německého feniku. Německy byla nazývána heller česky pak haléř.
V Česku dostala jméno haléř drobná stříbrná jednostranná mince zavedená od roku 1384 jako polovina tzv. penízu.
Znovu pak byly haléře raženy za vlády Ferdinanda I. (1526–1564) a to jako nejmenší stříbrné mince.
Měděný haléř jako nejmenší minci pak razila Marie Terezie (1740–1780) a poté se mosazný haléř objevil jako nejmenší nominál korunové měny zavedené roku 1892 císařem Františkem Josefem I.

## Československé haléřové mince
Československé haléřové mince v průběhu historie existovaly v hodnotách 1, 2, 3, 5, 10, 20, 25 a 50 haléřů.
Za první republiky dvouhaléřové mince byly zinkové, pětihaléře a desetihaléře mosazné (ze slitiny mědi a zinku), padesátihaléře (a koncem období i pětadvacetihaléře) ze slitiny mědi a niklu.
Všechny druhy haléřových mincí za Protektorátu Čechy a Morava (10, 20 a 50 haléřů) byly výhradně zinkové, graficky odvozené z dřívějších československých.
V roce 1947 byly vydány mosazné (měď 92 %, zinek 8 %) mince předválečného grafického vzoru po 20 a 50 haléřích, od roku 1951 obě v hliníkovém provedení.
Po měnové reformě roku 1953 platila na základě vyhlášky č. 45/1953 Sb. graficky jednotná sada mincí o hodnotě 1, 3, 5, 10 a 25 haléřů, všechny byly prosté hliníkové. Zpočátku byly jedinými mincemi, korunové hodnoty zastupovaly státovky. Od roku 1960 většina z těchto mincí začala být vydávána v pozměněné podobě, s novým státním znakem ČSSR; roku 1963 přibyl hnědý tombakový (mosazný) padesátihaléř. Mince nesly uprostřed na líci číslici zasazenou mezi lipové snítky sepnuté stužkou uprostřed dole. Na konci lipových větviček nahoře nad číslicí uprostřed byla pěticípá hvězda. Průměr mincí byl odstupňován po 2 milimetrech: 16 mm (1 h), 18 mm (3 h), 20 mm (5 h), 22 mm (10 h) a 24 mm (25 h). Mince 10 h a 25 h měly sílu 1,2 mm a měly vroubkované okraje, menší mince měly sílu 1 mm a hladké okraje. Dodatečně zavedený 50haléř měl průměr 21,5 mm, byl vroubkovaný, síla nebyla vyhláškou stanovena.
V 70. a 80. letech je postupně nahradila série mincí nového grafického provedení a menších rozměrů. Jejich autor František David je na mincích označen písmenem „D“. Uprostřed bylo označení hodnoty (masivnějším a ozdobnějším písmem než u starých verzí), pod ním písmeno „h“ a uprostřed nahoře pěticípá hvězda.
První z nich byl kolem roku 1972 tmavý mosazný (s malou příměsí niklu) dvacetihaléř, kterým byl nahrazen později stahovaný 25haléř. Později přibyly 10 a 5haléř v hliníkové barvě (obě mince s malou příměsí hořčíku) a nakonec padesátihaléř světlého zabarvení z mědi a niklu. Jednohaléře platily stále ve starém provedení, ale zmizely z oběhu.
Na základě vyhlášky č. 60/1991 Sb. byly všechny dosud platné mince (včetně jednohaléře) po zbytek trvání federace vydávány v obdobném provedení, ale se znakem ČSFR. Změny navrhl Miroslav Ronai, na mincích byl označen písmenem „R“.

### Jednohaléř
Za první republiky platné jednohaléřové mince neexistovaly.
Jednohaléře byly raženy každoročně v letech 1953–1960, počínaje měnovou reformou. Ve variantě se socialistickým státním znakem (podle vyhl. 43/1962 Sb.) byly raženy v letech 1962, menší počet roku 1963 a velmi malá edice též roku 1986. Jednohaléře ČSFR, které se však prakticky nedostaly do běžného oběhu a byly vydány pro sběratelské účely, byly raženy v letech 1991 a 1992. Jednohaléře z roku 1953 patřily mezi nejdéle platná platidla v dějinách země. Jednohaléře vzoru 1953 byly hmotností 0,5 g nejlehčími mincemi v dějinách Československa a Česka.
Jejich platnost v České republice byla ukončena dnem 30. dubna 1993 vyhláškou č. 101/1993 Sb.

### Dvouhaléř
Zinkový dvouhaléř (s námětem Karlova mostu, stříbrné barvy) byl vydáván v letech 1923–1925 a během první republiky byl platidlem nejnižší nominální hodnoty. Autorem návrhu mince byl Otakar Španiel.

### Tříhaléř
Tříhaléř byl zaveden roku 1953, ražba proběhla v letech 1953, 1954, 1962 (velmi malý počet) a 1963. Zrušila jej vyhláška č. 131/1975 Sb. s koncem ledna 1976, kdy již stejně prakticky nebyl v oběhu.

### Pětihaléř
Mosazný pětihaléř (s námětem Karlova mostu, měď 92 %, zinek 8 %) byl vydáván od roku 1923 každoročně do roku 1932. Velký počet těchto mincí byl vyražen také v roce 1938. Pětihaléř s letopočtem 1924 patří mezi sběratelsky nejvzácnější mince, jeho cena na aukci v roce 2006 dosáhla 253 000 korun. Autorem prvorepublikových pětihaléřů byl Otakar Španiel.
Hliníkové pětihaléře vzorů 1953 (ražba 1953–1955) a 1960 (ražba 1962, 1963, 1966, 1967, 1970, 1972–1976) byly staženy vyhláškou 124/1978 Sb. s koncem roku 1978.
Pětihaléře nové série začaly platit 1. července 1977 (vyhl. 33/1977 Sb.). Byly ze slitiny hliníku a hořčíku, o hmotnosti 0,75 g, průměru 16,2 mm, s hladkou hranou. Byly vydávány každoročně mezi lety 1977 a 1990 (některé ročníky pouze pro sběratelské sady) v ČSSR a upravené pro ČSFR v letech 1991 a 1992. Platnost československých pětihaléřů v České republice byla ukončena dnem 30. dubna 1993 vyhláškou č. 101/1993 Sb. Česká republika již pětihaléře nevydala.

### Desetihaléř
Mosazné desetihaléře (s námětem Karlova mostu, měď 92 %, zinek 8 %) byly vydávány každoročně od roku 1922 do roku 1938. Jejich autorem byl Otakar Španiel.
Hliníkové desetihaléře vzorů 1953 (vydány 1953–1956, 1958) a 1960 (vydány 1961–1971) byly staženy vyhláškou 66/1977 Sb. s koncem roku 1977.
Desetihaléř nového vzoru byl zaveden vyhláškou č. 82/1974 Sb. Byl z hliníku s malou příměsí hořčíku (2 %), o hrubé váze 0,9 g a průměru 18,2 mm, s hladkou hranou. Ražba probíhala v letech 1974–1990 a v upravené podobě (nový státní znak a název státu) i v letech 1991 a 1992. V České republice byla jeho platnost ukončena vyhláškou 107/1993 Sb. dnem 31. července 1993.

### Dvacetihaléř
Mědiniklový dvacetihaléř (měď 80 %, nikl 20 %) s námětem pětiklasového snopu a srpu byl vydáván každý rok v letech 1921 –1933 (s výjimkou let 1923 a 1932, ročník 1933 pak ve velmi malé edici) a poté během let 1937 a 1938. Dvacetihaléře navrhl Otakar Španiel.
Po válce byly dvacetihaléře (mince nejnižší nominální hodnoty) stejného grafického provedení, avšak z mosazi (měď 92 %, zinek 8 %) vydány v letech 1947–1950, v letech 1951 a 1952 v hliníkovém provedení. S měnovou reformou v roce 1953 dvacetníky zanikly.
Dvacetihaléře byly znovu zavedeny v 70. letech, začaly platit roku 1972 na základě vyhlášky č. 62/1972 Sb. (touž vyhláškou byly zavedeny dvoukorunové mince). Byly z mosazi (79 % mědi, 20 % zinku a 1 % niklu), o hrubé váze 2,6 g a průměru 19,5 mm, s vroubkovanou hranou. Byly raženy každoročně v letech 1972–1990 a upravené pak i během let 1991 a 1992. V České republice byla jeho platnost ukončena vyhláškou 108/1993 Sb. dnem 31. července 1993.

### Dvacetipětihaléř
Mědiniklový 25haléř (s námětem ozdobně vyvedeného čísla, autor Otakar Španiel, měď 80 %, nikl 20 %) byl vpuštěn do oběhu roku 1933 (jediný ročník). Existuje i 25haléř z roku 1932, jedná se však o zkušební ražbu, dnes již velice vzácnou a ceněnou.
Hliníkový 25haléř byl znovu zaveden roku 1953 (ročníky 1953 a 1954, v novém provedení 1962–1964) a přestal platit s koncem roku 1972 na základě vyhlášky 63/1972 Sb. spolu s tříkorunovými mincemi a dvěma druhy státovek. Do té doby se používal jako platidlo ve veřejných telefonních automatech.

### Padesátihaléř
Mědiniklový padesátihaléř (měď 80 %, nikl 20 %) s námětem šesti klasů obilí svázaných stužkou s lipovými větvičkami byl vydáván v letech 1921–1927 a v roce 1931. Autorem mince je Otakar Španiel.
Po válce byly padesátihaléře stejného grafického provedení, avšak z mosazi (měď 92 %, zinek 8 %) vydány v letech 1947–1950, v letech 1951–1953 v hliníkovém provedení.
Tmavý tombakový (měď 90 %, zinek 10 %) padesátihaléř vzoru 1963 (dle vyhl. 28/1963 Sb.) se po zrušení 25haléřů používal jako platidlo ve veřejných telefonních automatech (dokud nebyly místní hovory zdraženy na 1 Kčs). Byl vyražen v letech 1963–1965 a 1969–1971. Stažení mincí stanovila vyhláška č. 139/1979 Sb. s koncem roku 1979.
Padesátihaléře nové série platily od 2. října 1978 (vyhl. 101/1978 Sb.). Byly z mědiniklu (80 % měď, 20 % niklu), měly hmotnost 3,2 g a průměr 20,8 mm a vroubkovanou hranu. Ražba probíhala každoročně v letech 1978–1990 (ročníky 1980 a 1981 pouze pro sběratelské sady) a v upravené podobě ještě v letech 1991 a 1992. V České republice byla jejich platnost ukončena vyhláškou 109/1993 Sb. dnem 31. července 1993.

## České haléřové mince

### Protektorát Čechy a Morava
Všechny druhy haléřových mincí za Protektorátu Čechy a Morava byly výhradně zinkové. 10, 20 a 50haléřová mince z roku 1940 námětově a graficky odpovídaly dosavadním československým mincím. Jejich ražba probíhala v letech 1940–1944.

### Česká republika
Po zániku Československa a měnové odluce zpočátku platily v České republice dosavadní československé mince (zatímco bankovky byly odlišeny kolkováním). Během roku 1993 byly postupně vydány české mince.

#### Desetihaléřová mince
Desetihaléřová mince vzoru 1993 (podle vyhl. 107/1993 Sb.) byla plochou nejmenší mince v dějinách československé a české měny. Autorem návrhu byl Jiří Prádler.
Platnost českých desetihaléřových mincí byla ukončena vyhláškou č. 79/2003 Sb. k 31. říjnu 2003. Současně novela vyhlášky č. 634/1992 Sb., o ochraně spotřebitele, stanovila způsob zaokrouhlování cen.

#### Dvacetihaléřová mince
Česká dvacetihaléřová mince byla zavedena vyhláškou 108/1993 Sb. Jejím autorem byl Jaroslav Bejvl.
Platnost českých dvacetihaléřových mincí byla ukončena vyhláškou č. 79/2003 Sb. současně s ukončením platnosti desetihaléřů k 31. říjnu 2003.

#### Padesátihaléřová mince
Padesátihaléřové mince vzor 1993 (podle vyhl. 109/1993 Sb.) se skládají z 99 % hliníku a 1 % hořčíku, mají hmotnost 0,9 g, kulatý tvar, průměr 19 mm, sílu 1,7 mm, hrana střídavě hladká a vroubkovaná (6 plošek hladkých a 6 vroubkovaných každá 7 vroubků). Přípustné odchylky jsou tyto: tolerance složení kovu je 0,5 % v hmotnosti, v průměru 0,1 mm, v síle 0,05 mm.(zdroj www.cnb.cz). Autorem padesátníku je akademický sochař Vladimír Oppl.
Do oběhu jich bylo od 12. května 1993 postupně vypuštěno přes 420 miliónů.
Ještě v červenci 2003 Česká národní banka prohlašovala, že o stažení 50haléřů neuvažuje. Idnes.cz toto prohlášení interpretovala tak, že budou platit až do nahrazení Eurem. Platnost byla vyhláškou č. 174/2008 Sb. ukončena k 31. srpnu 2008.

## Slovenské haléřové mince

### Slovenský stát (1939–1945)
V roce 1939 byly jako platidla koruny slovenské zavedeny mosazné mince po 10 haléřích (92 % mědi, 8 % zinku, ražba 1939 a 1942), v roce 1940 i mosazné po 20 (ražba 1940–1942) a mědiniklové po 50 haléřích (ražba 1940, 1941). Od 14. prosince 1942 byly zavedeny zinkové pětihaléře (jediný ročník 1942), mosazné dvacetihaléře byly nahrazeny hliníkovými (ražba 1942 a 1943). V roce 1943 byly mědiniklové padesátihaléře nahrazeny hliníkovými (ražba 1943 a 1944). Výtvarnými autory mincí 10 a 20 haléřů byli Anton Hám a Andrej Peter, pětihaléřovou minci navrhli Anton Hám a Štefan Grosch, padesátník vytvořili Gejza Angyal, Anton Hám a Andrej Peter. Průměr mincí byl od 14 mm (5 h) odstupňován po 2 mm (50haléř měl průměr 20 mm). Námětem 10haléřové mince byl bratislavský hrad, 20haléřové mince nitranský hrad, 50haléřové mince pluh, 5haléřové minci dominoval nápis 5 h.

### Slovenská republika
Po zániku Československa a měnové odluce zpočátku platily ve Slovenské republice dosavadní československé mince. Během roku 1993 byly postupně vydány nové, slovenské mince po 10, 20 a 50 haléřích, výtvarně je navrhl Drahomír Zobek. Všechny slovenské haléře byly vyrobeny z hliníku s menší příměsí hořčíku (10 a 50 h: 98 % Al, 2% Mg, 20 h: 96 % Al, 4 % Mg). V roce 1996 byly zavedeny padesátihaléře pozměněného vzoru (námětově shodné, vyrobené ale galvanicky poměděné oceli), které platí současně s 50haléři vzor 1993.
Mince o hodnotách 10 a 20 haléřů byly staženy z oběhu s koncem roku 2003, platnost 50haléřových mincí zanikla společně se slovenskou korunou na konci roku 2008. Od začátku roku 2009 začalo na Slovensku platit Euro.

## Přehled československých a českých mincí
| ročník | 1 haléř | 2 haléř | 3 haléř | 5 haléř | 10 haléř | 20 haléř | 25 haléř | 50 haléř |
| ------ | ------- | ------- | ------- | ------- | -------- | -------- | -------- | -------- |
| 1921   |         |         |         |         |          | 40 000   |          | 3 000    |
| 1922   |         |         |         |         | 6 000    | 9 100    |          | 37 000   |
| 1923   |         | 2 700   |         | 37 800  | 24 000   |          |          |          |
| 1924   |         | 17 300  |         | ?       | 5 320    | 20 931   |          | 10 000   |
| 1925   |         | 2 000   |         | 1 200   | 24 680   | 4 244    |          | 1 415    |
| 1926   |         |         |         | 1 084   | 10 000   | 14 825   |          | 1 585    |
| 1927   |         |         |         | 8 916   | 10 000   | 11 757   |          | 2 000    |
| 1928   |         |         |         | 5 320   | 14 290   | 14 018   |          |          |
| 1929   |         |         |         | 12 680  | 5 710    | 4 225    |          |          |
| 1930   |         |         |         | 5 000   | 6 980    | ?        |          |          |
| 1931   |         |         |         | 7 448   | 6 740    | 5 000    |          | 5 000    |
| 1932   |         |         |         | 3 556   | 11 280   |          | ?        |          |
| 1933   |         |         |         |         | 4 190    | ?        | 22 711   |          |
| 1934   |         |         |         |         | 13 200   |          |          |          |
| 1935   |         |         |         |         | 3 420    |          |          |          |
| 1936   |         |         |         |         | 8 560    |          |          |          |
| 1937   |         |         |         |         | 20 200   | 8 2008   |          |          |
| 1938   |         |         |         | 10 996  | 15 400   | 2 212    |          |          |
| 1939   |         |         |         |         |          |          |          |          |
| 1940   |         |         |         |         | ?        | ?        |          | ?        |
| 1941   |         |         |         |         | ?        | ?        |          | ?        |
| 1942   |         |         |         |         | ?        | ?        |          | ?        |
| 1943   |         |         |         |         | ?        | ?        |          | ?        |
| 1944   |         |         |         |         | ?        | ?        |          | ?        |
| 1945   |         |         |         |         |          |          |          |          |
| 1946   |         |         |         |         |          |          |          |          |
| 1947   |         |         |         |         |          | ?        |          | 50 000   |
| 1948   |         |         |         |         |          | 24 340   |          | 20 000   |
| 1949   |         |         |         |         |          | 25 660   |          | 12 715   |
| 1950   |         |         |         |         |          | 11 132   |          | 17 415   |
| 1951   |         |         |         |         |          | 46 800   |          | 60 000   |
| 1952   |         |         |         |         |          | 80 340   |          | 60 000   |
| 1953   | ?       |         | ?       | ?       | ?        |          | 215 002  | 34 920   |
| 1954   | ?       |         | ?       | ?       | ?        |          | ?        |          |
| 1955   | ?       |         |         | ?       | ?        |          |          |          |
| 1956   | ?       |         |         |         | ?        |          |          |          |
| 1957   | ?       |         |         |         |          |          |          |          |
| 1958   | ?       |         |         |         | ?        |          |          |          |
| 1959   | ?       |         |         |         |          |          |          |          |
| 1960   | ?       |         |         |         |          |          |          |          |
| 1961   | ?       |         |         |         | 314 480  |          |          |          |
| 1962   | ?       |         | ?       | ?       | ?        |          | 69 880   |          |
| 1963   | ?       |         | ?       | ?       | ?        |          | ?        | 80 560   |
| 1964   |         |         |         |         | ?        |          | ?        | ?        |
| 1965   |         |         |         |         | ?        |          |          | ?        |
| 1966   |         |         |         | ?       | ?        |          |          |          |
| 1967   |         |         |         | 20 770  | 46 990   |          |          |          |
| 1968   |         |         |         |         | 37 275   |          |          |          |
| 1969   |         |         |         |         | 80 000   |          |          | 9 876    |
| 1970   |         |         |         | 2 040   | 50 005   |          |          | 31 536   |
| 1971   |         |         |         |         | 15 390   |          |          | 20 800   |
| 1972   |         |         |         | 10 090  |          | 25 820   |          |          |
| 1973   |         |         |         | 10 140  |          | 39 095   |          |          |
| 1974   |         |         |         | 15 510  | 11 470   | 24 795   |          |          |
| 1975   |         |         |         | 15 510  | 41 002   | 30 025   |          |          |
| 1976   |         |         |         | 15 550  | 182 000  | 30 540   |          |          |
| 1977   |         |         |         | 26 710  | 151 760  | 30 655   |          |          |
| 1978   |         |         |         | 51 110  | 62 620   | 30 095   |          | 40 480   |
| 1979   |         |         |         | 72 380  | 30 240   | 12 120   |          | 76 116   |
| 1980   |         |         |         | 51      | 31 281   | 52 301   |          | 51       |
| 1981   |         |         |         | 66      | 43 616   | 35 126   |          | 66       |
| 1982   |         |         |         | 54      | 74 564   | 41 239   |          | 14 262   |
| 1983   |         |         |         | 60      | 50 560   | 50 160   |          | 16 168   |
| 1984   |         |         |         | 40      | 40 370   | 33 685   |          | 16 208   |
| 1985   |         |         |         | 40      | 92 930   | 40 455   |          | 10 468   |
| 1986   | 3 360   |         |         | 20 020  | 87 260   | 37 055   |          | 10 020   |
| 1987   |         |         |         | 520     | 30 030   | 26 975   |          | 5 138    |
| 1988   |         |         |         | 8 030   | 47 480   | 18 260   |          | 5 090    |
| 1989   |         |         |         | 110     | 50 300   | 29 980   |          | 13 030   |
| 1990   |         |         |         | 13 950  | 25 220   | 15 030   |          | 7 742    |
| 1991   | 55      |         |         | 10 055  | 40 055   | 41 105   |          | 24 463   |
| 1992   | 49,5    |         |         | 49,5    | 45 050   | 35 049,5 |          | 15 061,5 |
| 1993   |         |         |         |         | 141 596  | 111 454  |          | 100 484  |
| 1994   |         |         |         |         | 106 430  | 89 731   |          | 20 917   |
| 1995   |         |         |         |         | 106 918  | 81 410   |          | 30 940   |
| 1996   |         |         |         |         | 61 498   | 61 086   |          | 35 904   |
| 1997   |         |         |         |         | 40 969   | 51 014   |          | 25 714   |
| 1998   |         |         |         |         | 41 029   | 51 138   |          | 27       |
| 1999   |         |         |         |         | 52 430   | 20 822   |          | 21 026   |
| 2000   |         |         |         |         | 52 499   | 31 468   |          | 15 755   |
| 2001   |         |         |         |         | 41 527   | 44 427   |          | 21 427   |
| 2002   |         |         |         |         | 81 499   | 23       |          | 26 249   |
| 2003   |         |         |         |         | 3 025    | 25       |          | 41 551   |
| 2004   |         |         |         |         | 0,350    | 0,2      |          | 935      |
| 2005   |         |         |         |         |          |          |          | 36 817   |
| 2006   |         |         |         |         |          |          |          | 40 033   |
| 2007   |         |         |         |         |          |          |          | 35 023   |
| 2008   |         |         |         |         |          |          |          | 19,5     |

pozn. ? neuveden počet mincí